# Trịnh Văn Quyết
Trịnh Văn Quyết (sinh ngày 27 tháng 11 năm 1975) từng là Chủ tịch Hội đồng quản trị Công ty Cổ phần Tập đoàn FLC kiêm Chủ tịch hãng hàng không Bamboo Airways. Giá trị tài sản năm 2016 được ước tính khoảng 22,7 ngàn tỷ đồng, tương đương 1,02 tỷ USD. Tuy ông Trịnh Văn Quyết sở hữu gần 2 tỉ USD trên sàn chứng khoán Việt Nam (tháng 3 năm 2017) nhưng không được Forbes ghi nhận là tỉ phú USD và vẫn đang theo dõi đánh giá số tài sản này.
Tính đến 31/12/2019, với giá trị cổ phần nắm giữ tại nhiều doanh nghiệp như FLC, GAB, Bamboo Airways và FLCHomes, tổng tài sản vốn hoá của ông Trịnh Văn Quyết ước trên 1trđ, đứng thứ 3 trong bảng xếp hạng những người giàu nhất TTCK Việt Nam 2019.
Ông Trịnh Văn Quyết bị khởi tố, bắt tạm giam với cáo buộc phạm tội "thao túng" và "che giấu thông tin chứng khoán" vào ngày 29/3/2022.

## Tiểu sử
Trịnh Văn Quyết sinh ra tại xã Vĩnh Thịnh, Vĩnh Tường, tỉnh Vĩnh Phúc vào ngày 27 tháng 11 năm 1975. Bố là Trịnh Hồng Quý, mẹ là Đỗ Thị Giáp. Ngay từ năm thứ 2 tại Đại học Luật Hà Nội, ông bắt đầu kinh doanh bằng việc mở một trong những văn phòng gia sư đầu tiên ở Hà Nội và sau đó còn kinh doanh điện thoại. Thời điểm đó, công việc giúp ông chi trả học phí và đem lại nguồn vốn ban đầu mở văn phòng luật sư SMiC ngay sau khi ra trường. 
Tại đây, trong vai trò là luật sư tư vấn luật, quản lý đầu tư, ông Trịnh Văn Quyết và các cộng sự tích lũy kiến thức, kinh nghiệm về cơ chế, chính sách, môi trường đầu tư, kinh doanh tại Việt Nam cũng như cách thức đầu tư của các tập đoàn kinh tế nước ngoài. Đến năm 2010, ông cho sáp nhập của các công ty thành viên để thành lập Công ty Cổ phần Tập đoàn FLC (Tập đoàn FLC). 
Trong vòng hơn một thập kỷ lấn sân sang lĩnh vực bất động sản, dù khởi đầu với dự án nhà ở thương mại nhưng Tập đoàn FLC lại ghi dấu ấn với hàng loạt dự án bất động sản nghỉ dưỡng tại các tỉnh thành trải dài từ Bắc chí Nam như FLC Sầm Sơn, FLC Hạ Long, FLC Quy Nhơn,...
Điểm chung của tất cả những khu vực này là địa hình phức tạp hoặc khí hậu khắc nghiệt, gợi lên rất ít hứng thú với hầu hết các nhà đầu tư. Theo chiến lược "không biến vàng thành trang sức, mà biến sỏi đá thành vàng" của ông Trịnh Văn Quyết thì FLC chưa có dự án nào thành công nhờ vị trí tốt ở Hà Nội, hay các tỉnh mà tất cả phải đầu tư công sức xây dựng mới có thể biến dự án thành đắc địa.
Sau thành công với các dự án nghỉ dưỡng, vài năm gần đây, ông Quyết còn tiếp tục mở rộng chiến lược "đánh bắt xa bờ" bằng hàng loạt các dự án nhà ở, khu đô thị tại những vùng đất chưa được khai phá như dự án FLC Hilltop Gia Lai tại trung tâm TP Pleiku hay dự án FLC Legacy Kontum tại TP Kon Tum, dự án FLC La Vista Sadec tại TP Sa Đéc (Đồng Tháp).
Liên quan đến việc lập hãng hàng không, ông Quyết ấp ủ từ năm 2014, 2015, đến 2016 bắt đầu chuẩn bị về thủ tục và 2017 chính thức nộp hồ sơ lên cơ quan quản lý xin cấp phép thành lập hãng hàng không Bamboo Airways. Bamboo Airways cất cánh chuyến bay đầu tiên vào đầu năm 2019.
Đây là hãng hàng không hiếm hoi ngược dòng khủng hoảng Covid toàn cầu để đạt tăng trưởng trong 2020. Theo đó, năm 2020, Bamboo Airways đã khai thác vượt tới 10% tổng số chuyến bay và số lượt khách so với cùng kỳ, liên tiếp dẫn đầu bảng thống kê các hãng phục hồi và vượt công suất khai thác sau dịch bệnh. 100% số chuyến bay được thực hiện an toàn tuyệt đối, không xảy ra bất cứ sự cố đe dọa an ninh nào. Bamboo Airways tiếp tục dẫn đầu năm thứ hai liên tiếp về chỉ số đúng giờ, tăng tiệm cận mức tuyệt đối đạt 96% trong năm 2020, vượt 1,7% so với cùng kỳ.

## Cổ phần chứng khoán
Tính đến quý I/2017, ông Trịnh Văn Quyết với tư cách Chủ tịch HĐQT Công ty Cổ phần Tập đoàn FLC (FLC), và là cổ đông nắm giữ phần lớn vốn tại Công ty Cổ phần Xây dựng FLC Faros (ROS) nắm giữ hơn 289,55 triệu cổ phiếu ROS (tương đương 67,34% cổ phần Faros) và 114,18 triệu cổ phiếu FLC (17,9% cổ phần FLC). Trong đó, giá trị tài sản tới từ cổ phiếu ROS chiếm tới hơn 98% tổng tài sản của ông trên sàn chứng khoán. Vợ ông là bà Lê Thị Ngọc Diệp cũng sở hữu 20,2 triệu cổ phiếu, tương đương 4,7% vốn điều lệ ROS.
Ngày 27 tháng 12 năm 2017, Công ty Cổ phần Khoa học và Công nghệ AOS có trụ sở tại TPHCM do bà Trịnh Thị Thúy Nga (em gái ông Trịnh Văn Quyết) làm đại diện pháp luật thông báo đã hoàn thành việc mua vào 20 triệu cổ phiếu FLC. Trước đó, AOS đã gửi thông báo tới bộ phận quản lý cổ đông của FLC kế hoạch mua vào 40 triệu cổ phiếu FLC. Nếu hoàn thành kế hoạch này, AOS sẽ trở thành cổ đông lớn thứ hai của FLC (chiếm 6,27% tổng số cổ phần FLC đang lưu hành), chỉ đứng sau Chủ tịch Trịnh Văn Quyết.
Kết thúc ngày giao dịch trên sàn chứng khoán cuối cùng của năm 2017, ông Trịnh Văn Quyết được ghi nhận tổng tài sản 58.851 tỷ đồng, tăng 25.045 tỷ đồng so với năm 2016. Tài sản này đến từ 318,5 triệu cổ phiếu ROS, hơn 135 triệu cổ phiếu FLC và 2,6 triệu cổ phiếu ART. Dù có tài sản trên sàn chứng khoán lên tới 2,5 tỷ USD, ông Quyết vẫn không có tên trong bất kỳ xếp hạng tỷ phú nào của thế giới.
Với việc tính thêm giá trị cổ phần nắm giữ tại Bamboo Airways và FLCHomes, tổng tài sản vốn hoá của ông Trịnh Văn Quyết tính đến 31/12/2019 ước trên 20,5 nghìn tỷ đồng, đứng thứ 3 trong bảng xếp hạng những người giàu nhất TTCK Việt Nam 2019.
Ngày 23 tháng 12 năm 2019, ông Trịnh Văn Quyết bàn giao lại chức CEO Bamboo Airways cho ông Đặng Tất Thắng, người từng giữ vai trò này từ ngày đầu thành lập. Đại diện Bamboo Airways cho biết, ông Trịnh Văn Quyết vừa thôi chức Tổng giám đốc hãng bay này. Hiện tại, ông chỉ còn giữ vai trò chủ tịch tại hãng hàng không của FLC.
Ngày 7 tháng 4 năm 2020, ông Trịnh Văn Quyết xin thôi giữ chức vụ Chủ tịch Hội đồng quản trị và chấm dứt tư cách Thành viên Hội đồng quản trị FLC FAROS.
Ngày 10 tháng 6 năm 2020, ông Trịnh Văn Quyết thông báo bán 11 triệu cổ phiếu, tương đương 1,93% vốn điều lệ của Công ty cổ phần Xây dựng FLC Faros (ROS) trong phiên 10/6. Sau giao dịch, ông Quyết chỉ còn sở hữu 4,17% vốn và không còn là cổ đông lớn tại doanh nghiệp này. Giá của mã cổ phiếu ROS hôm nay giảm 6%, xuống còn 3.470 đồng với khớp lệnh hơn 60 triệu cổ phiếu. Tính theo giá đóng cửa, khối tài sản ông Quyết vừa bán trị giá khoảng 38 tỷ đồng. Đây là lần thứ sáu ông Quyết bán vốn sau khi từ nhiệm Chủ tịch HĐQT FLC Faros vào ngày 7 tháng 4. Tổng số tiền ông Quyết thu được từ các đợt thoái vốn này, ước tính trên 900 tỷ đồng. Theo đại diện FLC Faros, ông Quyết thoái vốn là quyết định cá nhân theo nhu cầu tài chính nên không thể can thiệp. Việc từ chức có thể vì cần tập trung thời gian cho hai công ty khác là Tập đoàn FLC và Bamboo Airways.
Từ ngày 26/6/2020 đến ngày 1/7/2020, Chủ tịch Tập đoàn FLC đã hoàn tất mua vào 15 triệu cổ phiếu FLC theo thông báo đăng ký trước đó. Số lượng cổ phiếu nắm giữ sau khi thực hiện giao dịch là 165.436.257 cổ phiếu, tương ứng 23,3% vốn điều lệ Tập đoàn FLC.
Và từ ngày 9 - 13/11/2020, ông Trịnh Văn Quyết tiếp tục mua thêm 35 triệu cổ phiếu FLC, nâng sở hữu lên tương đương 28,23% vốn điều lệ FLC. Cùng thời gian, ngoài việc gia tăng sở hữu tại FLC, ông Quyết còn nâng sở hữu tại Công ty cổ phần Đầu tư khai khoáng và quản lý tài sản FLC (Mã: GAB). Sau giao dịch mới nhất ngày 5-11, tỉ lệ sở hữu của ông Quyết tại FLC GAB là 51,1%.
Đầu năm 2021, ông Trịnh Văn Quyết tiếp tục đăng ký mua thêm 15 triệu cổ phiếu FLC. Trước đó, trong năm 2020, ông Quyết đã gom vào 50 triệu cổ phiếu FLC, hoàn tất nâng sở hữu từ 21,2% (150 triệu CP) lên 28,2% (hơn 200,4 triệu CP). Với giao dịch mua thêm mới nhất, nếu hoàn tất, lượng cổ phiếu FLC mà ông Trịnh Văn Quyết dự kiến nắm giữ sẽ là hơn 215,4 triệu cổ phiếu, tương ứng 30,34 % vốn điều lệ Tập đoàn FLC.

## Bê bối

### Vi phạm các quy định của Luật Chứng khoán
Từ ngày 20/10 đến 24/10/2017, ông Trịnh Văn Quyết là Chủ tịch Hội đồng quản trị đã bán ra 57 triệu cổ phiếu (mã CK: FLC) của Công ty Cổ phần Tập đoàn FLC nhưng không báo cáo thông tin giao dịch với Ủy ban chứng khoán Nhà nước và Sở Giao dịch Chứng khoán Thành phố Hồ Chí Minh. Việc giao dịch của ông Quyết được thực hiện khi cổ phiếu FLC ở ngưỡng 7.100 - 7.700 đồng, với giá trị giao dịch thu về ước tính đạt hơn 400 tỷ đồng. Ngay sau đó, cổ phiếu FLC giảm về mức 6.500 đồng, mất gần 10% giá trị.
Ngày 10 tháng 11 năm 2017, Ủy ban Chứng khoán Nhà nước đã ban hành quyết định số 1039/QĐ-XPVPHC xử phạt vi phạm hành chính trong lĩnh vực chứng khoán và thị trường chứng khoán đối với ông Trịnh Văn Quyết. Theo đó, căn cứ tại Điểm b Khoản 1 Điều 3, Điểm g Khoản 4 và Khoản 6 Điều 27 Nghị định số 108/2013/NĐ-CP được sửa đổi, bổ sung theo Khoản 1 và Khoản 35 Điều 1 Nghị định số 145/2016/NĐ-CP, ông Quyết bị xử phạt với số tiền là 65.000.000 đồng.
Đồng thời, Ủy ban cũng ra quyết định xử phạt Công ty Cổ phần Xây dựng FLC Faros (mã CK: ROS) cũng do ông Trịnh Văn Quyết làm Chủ tịch Hội đồng quản trị với số tiền 130 triệu đồng cho hành vi tương tự.
Ngày 11 tháng 12 năm 2017, trong công văn số 896 gửi Bộ trưởng Bộ Tài chính Đinh Tiến Dũng, ông Nguyễn Hoàng Hải là Phó Chủ tịch Hiệp hội các nhà đầu tư tài chính Việt Nam (VAFI) trình bày việc ông Trịnh Văn Quyết (TVQ) đã "bất ngờ bán chui" 57 triệu cổ phần, tương đương với 9% vốn điều lệ của FLC và nhấn mạnh trên thực tế ông Quyết không mua 1 cổ phần nào, không thực hiện kế hoạch ban đầu nói trước đại hội cổ đông và trước thị trường rằng ông sẽ mua 37 triệu cổ phần. Do đó, theo VAFI, ông Trịnh Văn Quyết vi phạm vào Điểm 1 và 2, Điều 9: "Quy định các hành vi bị cấm" của Luật Chứng khoán ngày 29/6/2006.
Cũng trong khoảng thời gian từ ngày 20/10 đến 24/10, FLC Faros đã bán ra 13,6 triệu cổ phiếu AMD của Công ty cổ phần Đầu tư và Khoáng sản AMD Group. FLC Faros là tổ chức có liên quan đến tổng giám đốc của AMD.
Ngoài ra, đây cũng là giai đoạn cổ phiếu FLC có thanh khoản cao vượt trội so với bình quân, lên tới hàng chục triệu đơn vị mỗi phiên, đỉnh điểm là phiên 23/10 lên đến 48 triệu đơn vị. Tương tự, thanh khoản cổ phiếu của AMD cũng sôi động hơn những phiên trước đó, với khối lượng bình quân 5,6 triệu đơn vị/phiên, gấp 3,5 lần thanh khoản bình quân trong tháng. Ước tính Faros ROS đã thu về khoảng 136 tỷ đồng. Ông Trịnh Văn Quyết hiện vừa là cổ đông lớn nhất vừa là Chủ tịch HĐQT tại FLC và FLC Faros. Sở hữu khối lượng lớn cổ phiếu của hai công ty này đã giúp vị đại gia họ Trịnh trở thành người giàu nhất sàn chứng khoán, với khối tài sản lên tới hơn 56.000 tỷ đồng. Hơn 95% tài sản trên sàn chứng khoán của ông đến từ lượng cổ phiếu ROS mà ông nắm giữ.

### Giao dịch cổ phiếu mà không đưa ra thông báo
Ông Trịnh Văn Quyết bất ngờ đăng ký bán 175 triệu cổ phiếu FLC từ ngày 10 tháng 1 năm 2022. Theo đó, ông Trịnh Văn Quyết đăng ký bán 175 triệu cổ phiếu, giá trị giao dịch dự kiến theo mệnh giá là 1.750 tỷ đồng. Thời gian giao dịch dự kiến từ 10 tháng 1 đến 17 tháng 1. Mục đích được ông Quyết nêu là cơ cấu tài sản. Phương thức giao dịch thoả thuận hoặc khớp lệnh. Trước giao dịch ông Quyết nắm giữ 215 triệu cổ phiếu FLC tương ứng 30,34% vốn điều lệ doanh nghiệp. Hiện tại, FLC đang có 710 triệu cổ phiếu đang lưu hành, như vậy riêng lượng giao dịch trong phiên 10/1 lên tới 19% cổ phiếu của công ty. Không những vậy, thanh khoản FLC còn chiếm tới gần 10% thanh khoản sàn HoSE.
Ngày 11 tháng 1 năm 2022, Sở Giao dịch chứng khoán TP. HCM (HoSE) ra thông báo huỷ bỏ giao dịch bán 74,8 triệu cổ phiếu FLC vào ngày 10 tháng 1 theo chỉ đạo của Ủy ban Chứng khoán Nhà nước (SSC). Nguyên nhân huỷ giao dịch do Chủ tịch Hội đồng quản trị Tập đoàn FLC Trịnh Văn Quyết không báo cáo, không công bố thông tin trước khi giao dịch.
Trước đó, cuối ngày 10 tháng 1, Uỷ ban chứng khoán Nhà nước đã ra quyết định yêu cầu Trung tâm Lưu ký Chứng khoán Việt Nam phong toả các tài khoản chứng khoán đứng tên ông Trịnh Văn Quyết từ ngày 11 tháng 1. Các công ty chứng khoán cũng được yêu cầu dừng toàn bộ các giao dịch trên các tài khoản của ông Quyết từ hôm nay. Cơ sở để ra quyết định này là theo quy định tại Nghị định 155/2020, khi cần xác minh tình tiết làm căn cứ để ban hành quyết định xử phạt, biện pháp phong toả tài khoản nhằm ngăn chặn cá nhân tiếp tục vi phạm.
Ngày 18-1, Ủy ban Chứng khoán nhà nước (SSC) xử phạt ông Trịnh Văn Quyết 1,5 tỉ đồng và đình chỉ hoạt động giao dịch chứng khoán của ông trong vòng 5 tháng.

### Bị khởi tố, bắt tạm giam
Ngày 29/03/2022, Trịnh Văn Quyết bị khởi tố, bắt tạm giam để điều tra hành vi "thao túng thị trường chứng khoán". Ông Quyết bị Cơ quan Cảnh sát điều tra Bộ Công an (C01) truy cứu trách nhiệm hình sự về tội Thao túng thị trường chứng khoán, theo Điều 211 Bộ luật Hình sự.
Ngày 04/04/2022, Bộ Công an bắt tạm giam em gái ông Trịnh Văn Quyết, Trịnh Thị Minh Huế, cán bộ Ban Kế toán Tập đoàn FLC, với vai trò đồng phạm" giúp sức Trịnh Văn Quyết thực hiện hành vi "thao túng thị trường chứng khoán".
Ngày 05/04/2022, Bộ Công an bắt thêm một em gái ruột nữa là Trịnh Thị Thuý Nga là đồng phạm giúp sức Trịnh Văn Quyết thao túng thị trường chứng khoán Việt Nam.
Ngày 5/4/2022, Ủy ban Chứng khoán Nhà nước (UBCKNN) vừa công bố thông tin cho biết, cơ quan này đã ban hành Quyết định số 188/QĐ-HB hủy bỏ Quyết định số 34/QĐ-XPVPHC (Quyết định 34) ngày 18/1/2022 về việc xử phạt vi phạm hành chính đối với ông Trịnh Văn Quyết. Cụ thể, xử phạt hành chính 1,5 tỷ đồng và đình chỉ hoạt động giao dịch chứng khoán 5 tháng. Tuy nhiên, UBCKNN vừa thông báo hủy bỏ quyết định xử phạt nói trên.
Ngày 25/8/2022, Cơ Quan Cảnh Sát Điều Tra đã ra quyết định khởi tố bổ sung bị can Trịnh Văn Quyết, cựu chủ tịch Hội Đồng Quản Trị công ty Cổ Phần Tập Đoàn FLC, cũng như hãng hàng không Bamboo Airways, để điều tra thêm tội "lừa đảo chiếm đoạt tài sản." Cùng tội danh, họ cũng khởi tố bổ sung đối với Hương Trần Kiều Dung, cựu chủ tịch Hội Đồng Quản Trị công ty Cổ Phần Chứng Khoán BOS kiêm phó chủ tịch thường trực công ty Cổ Phần Tập Đoàn FLC, cùng hai người em gái của Quyết là Trịnh Thị Thúy Nga, cựu thành viên Hội Đồng Quản Trị kiêm phó tổng giám đốc công ty Cổ Phần Chứng Khoán BOS, và Trịnh Thị Minh Huế, nhân viên kế toán thuộc ban kế toán, công ty Cổ Phần Tập Đoàn FLC. Từ năm 2014 đến năm 2016, Quyết và ba bị can trên đã làm thủ tục tăng vốn điều lệ "ma" từ 1.5 tỷ đồng ($64.006) lên 4,300 tỷ đồng ($183.4 triệu), tương ứng với 430 triệu cổ phần của công ty Cổ Phần Xây Dựng FLC Faros. Sau khi được niêm yết số cổ phiếu ROS nêu trên lên sàn chứng khoán, các bị can đã đem bán nhằm chiếm đoạt tiền của các nhà đầu tư.
Từ ngày 22/7/2024 đến ngày 05/7/2024 Tòa Án Nhân Dân Thành phố Hà Nội đã mở phiên tòa xét xử Trịnh Văn Quyết và đồng phạm. Chiều ngày 05/8/2024 Trịnh Văn Quyết bị tòa án thành phố Hà Nội tuyên 21 năm tù.

### Đình chỉ việc hành nghề luật sư
Đoàn Luật sư Hà Nội vào ngày 17/1/2023 ban hành quyết định tạm đình chỉ việc hành nghề luật sư đối với ông Trịnh Văn Quyết.

### Nhận xét
Luật sư Bùi Phan Anh, thuộc Đoàn luật sư TP Hà Nội cho rằng, Trung tâm lưu ký Bộ Tài chính, Ủy ban Chứng khoán Nhà nước phải có trách nhiệm về việc Trịnh Văn Quyết và đồng phạm đã tăng khống vốn điều lệ từ 1,5 tỷ đồng lên 4.300 tỷ đồng (gấp gần 3.000 lần), để phát hành 430 triệu cổ phiếu, lừa đảo chiếm đoạt trên 6.400 tỷ đồng của nhà đầu tư.